# Wiktoria Dziedzic-Skrzypiec
Wiktoria Dziedzic-Skrzypiec (zm. 3 października 2005) – polska „Sprawiedliwa wśród Narodów Świata”.

## Życiorys
W trakcie II wojny światowej zaangażowała się w pomoc Żydom. Już od pierwszych chwil niemieckiej okupacji, pomagała im w ucieczce na wschód, do strefy okupacji sowieckiej. Przebywała wówczas w Warszawie, ale miała także rodzinę we Lwowie co ułatwiało działanie. Wśród uchodźców, którym pomogła, była Iza Waks i jej bliscy, którzy uciekli z Warszawy. Dziedzic odprowadziła uciekinierów do mieszkania rodziców we Lwowie i zdecydowała się pozostać we Lwowie, gdzie jej znajomość z Izą Waks i jej rodziną szybko przerodziła się w serdeczną przyjaźń. Nawet po zajęciu Lwowa przez Niemców w 1941 r. Dziedzic nadal pomagał Żydom. Zdobyła dla Izy fałszywe dokumenty oraz pomogła w powrocie do Warszawy, gdzie znalazła dla niej mieszkanie. Oprócz tego, uratowała z getta małą Hankę Waks, jej brata Romeka oraz Juliana i Stefę Nacht. Wszystkim znalazła miejsca w okolicznych wioskach, opiekowała się nimi i dbała o wszystkie ich potrzeby aż do zajęcia tych terenów latem 1944 roku przez Armię Czerwoną. Oprócz Stefy Nacht, która zmarła przed wyzwoleniem, wszyscy uchodźcy przeżyli i wyemigrowali do Izraela po wojnie.  
25 października 1978 r. Instytut Jad Waszem uhonorował Annę Dudek medalem „Sprawiedliwy wśród Narodów Świata”.